# Rada Pokoju i Bezpieczeństwa
Rada Pokoju i Bezpieczeństwa – organ Unii Afrykańskiej, którego celem jest zapobieganie i rozwiązywanie konfliktów na kontynencie.
Składa się z 15 przedstawicieli wybieranych przez Radę Wykonawczą UA i zatwierdzanych przez Zgromadzenie Unii. Kadencja trwa 2 lub 3 lata. Protokół ws. ustanowienia Rady został przyjęty 9 lipca 2002 roku podczas szczytu w Durbanie i wszedł w życie w grudniu następnego roku. Rada stała się operacyjna z początkiem 2004 roku przejmując część kompetencji od Zgromadzenia Unii. 
Rada jest organem pracującym stale, co zapewnia szybkie reagowanie w sytuacjach kryzysowych na Kontynencie. Do podstawowych kompetencji Rady należy przeciwdziałanie sporom i konfliktom, oraz polityce która może dążyć do popełniania zbrodni przeciwko ludzkości, a także realizowanie zadań z zakresu budowania i utrwalania pokoju w Afryce. Spośród wielu funkcji jakie zostały przydzielone Radzie na największą uwagę zasługuje fakt, iż ma ona prawo do wysyłania misji pokojowych, obserwacyjnych oraz określanie momentów konfliktów zbrojnych. Ma możliwość nakładania sankcji na państwo członkowskie w przypadku zamachu stanu. 
Organami pomocniczymi są Wojskowy Komitet Sztabowy oraz Komitet Ekspertów.